# Pogreb u Ornansu
Pogreb u Ornansu je slavno realističko ulje na platnu Gustavea Courbeta iz 1849. – 50. godine koje se danas nalazi u muzeju d'Orsay u Parizu. Kada je izložena na pariškom "Salonu" 1851. godine izazvala je burne reakcije, ali i naposljetku donijela slavu umjetniku.

## Povijest
O svojoj slici Courbet je pisao svom prijatelju Castagnaryju: “Načelnik težak stotinu kila, župnik, komesar, notar, predsjednik Marlet, moji prijatelji, moj otac, klerici, grobar, dva starca iz revolucije 1793. godine u odjeći svog doba, jedan pas, mrtvac i njegovi nosači, moje sestre i druge žene, svi su već pozirali. Mislio sam da ću izbjeći dva pjevača u parohiji ali nisam mogao, došli su mi reći da su uvrijeđeni jer samo oni u cijeloj župi nisu portretirani ... Dovršavam pedeset figura, prirodne veličine, s pejzažom i nebom u pozadini ... Sigurno, nisam se uspavao.”

## Odlike
Courbet je pokušao prikazati seoski pogreb (očeva strica) upravo onakav kakav i jeste, bez romantičarskog idealiziranja ili lažne sentimentalnosti. Slika prikazuje završni dio katoličke pogrebne ceremonije: spuštanje lijesa u grob na groblju u Ornansu u Franche-Comtéu, mjestu u kojem se Courbet rodio 1819. godine. Na slici velikih dimenzija (315 x 668 cm) slikar je uspio prikazati više od pedeset likova u naravnoj veličini. U središtu prednjeg dijela slike vidi se dio prazne rake, s lijeve strane su svećenik, nositelj lijesa i lijes prekriven bijelom tkaninom. Iza groba stoje uglednici, s desne strane su ožalošćene žene, odvojene od muškaraca, a ispred njih nalazi se pas. Iznad likova, iza idealne crte obzora, vidi se široki krajolik zelenih brežuljaka i stijena. Iako se na prvi pogled čini, likovi nisu raspoređeni u povorku, već u savijene redove u obliku slova S oko zamišljenih osi križa i dobro odjevenog muškarca u prednjem planu.
Courbetova kompozicija sastoji se od dva jednaka pravokutnika, a kad bismo nacrrtali okomite linije preko središta kompozicije i kroz dva pravokutnika, mogli bismo dobiti osnovu zamišljenog trokuta čiji je vrh u grobu.
Preko cijele slike se proteže jedan neujednačen ritam koji se mijenja u zavisnosti od rasporeda likova i na to jesu li oni licem okrenuti prema grobu, jedni drugima, ili gledaju u promatrača. Izražajna lica pokazuju da ovdje nije riječ o slučajnom okupljanju, već o sastanku poznanika. Boja također iam važnu ulogu u određivanju ritma. Sve su iznimno bogate, guste i zemljene, nanesene u jednolikim tonovima. Lijevi likovi sa svijetlim detaljima i crvenom uokviruju svećenika koji čita, a desno tamna skupina uokviruje muškarca u modernoj odjeći sa psom, čineći ih tako ključnim točkama u vodoravnom prostoru koji dijele sliku na gotovo jednaka tri dijela. Tlo u prednjem planu i brežuljci u pozadini uokviruju dugi red ljudi i naglašavaju ozbiljnost prizora. 
Na slici se stječe dojam da je izvor svjetla s nekog mjesta ispred prizora, što gledatelju pruža osjećaj uključenosti u zbivanje.
Courbet je za ovaj obični pogreb u provinciji odabrao veličinu koja se odobravala za povijesne ili mitološke teme. Smatrao je da je to jednako važan događaj kao i pokop kralja. To se jasno vidi na detaljima kojima je prikazao mještane Ornansa i prekrasan raspon crnih, bijelih i crvenih tonova. Crni šeširi i crveni šeširići obilježavaju članove skupine znane po svom poštenju, odanosti i velikodušnosti.

## Osobe
Svih 27 osoba koje su naslikane su stanovnici Ornana, koji su pozirali Gustavu Courbetu u njegovom ateljéu. Poredani su u tri grupe: službenici, muškarci i žene. Muškarci i žene su odvojeni kao u crkvi. Muškarci nose crna odijela i veliki broj njih nosi visoke šešire. Žene nose bijele šešire i crne ogrtače a u rukama nose crne maramice, oplakujući mrtve.  

- Svećenik (10) je obučen u svečano odijelo, i čita tekstove iz svoje liturgijske knjige. Okrenut je prema revolucionarima na drugoj stani groba.
- Grobar (13), Antoine Joseph Cassard, je obućarev sin i siromašan seljak
- Četiri nositelja s bijelim trkama za nošenje u crnoj odjeći s velikim šeširima s obodima (1 -4)
- Tri čuvara, obučena u bijelo, pozicionirana odmah iza svećenika (5-7)
- Dvoje djece u zboru (8-9)
- Dvoje sakristijanaca (11-12), zaposlenih pri Crkvi koji kontroliraju da se ceremonija odvija po pravilima
- Skupina muškaraca, sastavljena od suca (14), gradonačelnika (15), starog policajca (17), bogatog brašnara (19) i odvjetnika (20). Iza stoje dva Courbetova prijatelja iz djetinjstva, zakupac (16) i jedan građanin (18).
- Dva revolucionara (21-22) su obučena u odjeću koju su revolucionari nosili 1792. – 93., tj. tijekom prve francuske republike.
- Skupina žena sastavljena je od Courbetove majke (23), njegove tri sestre (24-26) i mlađe rodice (27)